# Luis Elcacho
Luis Elcacho Roda, más conocido como Luis Elcacho, (Lérida, 6 de enero de 1964) es un exfufbolista y entrenador español que actualmente forma parte del SD Formentera.

## Trayectoria
Este defensa pasó la mayor parte de su carrera en las filas del Real Oviedo. En el club asturiano debutó en Primera División en la temporada 1988/89, siendo titular toda la campaña. Jugó 21 partidos en la 92/93 y tan solo 7 en la siguiente.
En el verano de 1994 deja el Real Oviedo y se marcha a la UE Lleida, la cual acaba de descender a Segunda División. Fue titular indiscutible durante 2 temporadas tras las cuales abandonó el equipo.
Posteriormente a su retirada, ha seguido vinculado al mundo del fútbol como entrenador. Ha dirigido a numerosos equipos de Segunda B y Tercera, como el Club Atlético de Monzón, el Tàrrega CF, segundo entrenador de la UE Lleida, Unión Deportiva Ibiza, la Peña Deportiva Santa Eulalia, el Sporting Mahonés o la S. D. Formentera.
En junio de 2011 el Club de Fútbol Sporting Mahonés llega a un acuerdo con Luis Elcacho para que el entrenador, quien dirigió la temporada 10-11 al Balaguer (Tercera, Grupo 5), comande el banquillo del cuadro menorquín hasta junio de 2013. Contará con un ayudante técnico de su confianza.
Luis Elcacho abandona por decisión propia el Sporting Mahonés tras la 13.ª jornada del Campeonato de Segunda B (Grupo 3) en la temporada 2011/12.
En diciembre de 2011 se incorpora al cuerpo técnico del Futbol Club Ascó (Primera Catalana, Grupo 2). Ejercerá como ayudante de Miguel Rubio, entrenador principal con el que había trabajado en el Club Atlético de Monzón.
Durante cuatro temporadas (de la 2012/13 a la 2015/16) entrenó al Formentera consiguiendo clasificarlo los cuatro años para el playoff de ascenso a 2ª B y ganando la liga del grupo balear de Tercera División en la temporada 2014-15.

## Como entrenador
| Club                         | País   | Año       | Categoría                       |
| ---------------------------- | ------ | --------- | ------------------------------- |
| Lleida Juvenil               | España | 1998-2000 | División de Honor Juvenil       |
| Club Atlético de Monzón      | España | 2002-04   | Preferente Aragón y 3ª División |
| Tàrrega CF                   | España | 2004-05   | 3ª División                     |
| U. D. Ibiza                  | España | 2006-2008 | 3ª División y 2ª División B     |
| Peña Deportiva Santa Eulalia | España | 2008-2009 | 2ª División B                   |
| Balaguer                     | España | 2009-2011 | 3ª División                     |
| Sporting Mahonés             | España | 2011-2012 | 2ª División B                   |
| Formentera                   | España | 2012-16   | 3ª División                     |